# Альбер де Гонді
Альбер де Гонді (*Albert de Gondi, 4 листопада 1522 —21 квітня 1602) — французький політичний та військовий діяч, маршал.

## Життєпис
Походив із заможної флорентійської родини. Син Антоніо Гонді дю Перена, ліонського банкіра, та Марії Катерини де П'єрревіве, гувернантки майбутнього короля Карла IX.
Замолоду потаваришував з Катериною Медічі, яка після сходження у 1547 році на трон Генріха II запросила Альбера до королівського двору. У 1550 році дістає призначення до королівської кавалерії. У 1554 році відзначився в битві при Ренті. Незабаром стає камер-юнкером і камергером короля. У 1555 році відзначився в битвах при Улпеа, Кунео та Верчеллі. У 1557 році був учасником битви при Сен-Квентині, а потім у 1558 році — при Гравеліні.
У 1559 році як капітан жандармів охороняв околиці Парижа. У 1565 році Катерина Медічі влаштувала шлюб Гонді з представницю заможного та впливового роду де Клермон. Того ж року Банк Гонді надав королю позику в 580 тис. екю. З початком релігійних війн підтримав католицьку партію, водночас зберіг підтримку королеви Медічі. У 1567 році відзначився у битві при Сен-Дені, у 1569 році звитяжив при Жарнаку, Монкатурі та Пуатьє. У 1569 році стає державним радником.
У 1570 році у Відні представляв короля Карла IX, від імені якого оформив шлюб з Єлизаветою Габсбург. У 1571 році призначається губернатором і генерал-лейтенантом Меца. Був одним з активних учасників Варфоломіївської ночі. Саме Гонді переконав короля дати згоду на знищення очільників гугенотів.
У 1572 році з успіхом виконав дипломатичне завдання при дворі Єлизавети Тюдор, королеви Англії. У 1573 році з успіхом боровся проти протестантів на чолі із Габріелєм Монтгомері, відібравши у них о. Бель-Іль, який король подарував Гонді. Слідом за цим брав участь в облозі Ла-Рошелі, під час чого його було поранено. 6 липня 1573 року стає маршалом Франції. У 1574 році призначається губернатором Провансу. Того ж року супроводжував Генріха Анжуйського до Речі Посполитої, але невдовзі повернувся. Був також присутній на коронації герцога Анжуйського як короля Генріха III. У 1575 році Гонді знову губернатор Провансу.
У 1578 році нагороджений орденом Святого духа. У 1579-му стає очільником галерного флоту. У 1580 році придушив заворушення в маркграфстві Салуццо. У 1581 році за вірність і бездоганну службу Генріх III надає йому титул герцога Реца, а його графство перетворює на герцогство—перство. У 1584 році вів перемовини з Олександром Фарнезе, герцогом Пармським, намісником Нідерландів, щодо передачі Франції міст Камбре та Камбрезі.
Під час війни трьох Генріхів зберіг вірність королю, а потім перейшов на бік Генріха IV Бурбона. У 1594 році при його коронації представляв графство Тулузьке. Незабаром після цього поступово відійшов від справ і помер 21 квітня 1602 року.

## Родина
Дружина — Клод Катерина (1543–1603), донька Клода де Клермона, барона Дамп'єра.
Діти:
- Шарль (1569–1596), маркіз де Бель-Іль
- Клод-Маргеріт (1570–1650)
- Франсуаза (д/н−1627)
- Габріела (д/н)
- Іполіт (д/н−1646)
- Анрі (1572–1622), кардинал, архієпископ Парижа
- Луїза (1572–1661)
- Мадлен (д/н−1662)
- Філіп-Еммануель(1581–1662)
- Жан-Франсуа (1584–1654), кардинал, архієпископ Парижа